# Nedret Uyguç
Nedret Uyguç (Bursa, 1940 – Istanbul, 22 novembre 1988) è stato un cestista turco.

## Carriera
Con la Turchia ha disputato tre edizioni dei Campionati europei (1959, 1961, 1963).

## Palmarès
- Campionato turco: 6

Darüşşafaka: 1961, 1962
Galatasaray: 1963, 1964, 1966, 1968-69